# Пјађе (Асколи Пичено)
Пјађе (итал. Piagge) насеље је у Италији у округу Асколи Пичено, региону Марке.
Према процени из 2011. у насељу је живело 566 становника. Насеље се налази на надморској висини од 476 м.